# Danja Müsch
Danja Müsch-Hupach(Kassel, 14 de abril de 1971) é ex-voleibolista indoor e jogadora de vôlei de praia alemã, que no vôlei de praia, foi medalhista de ouro no Campeonato Europeu de 1994 em Portugal, e duas medalhas de prata nos anos de 1996 e 2000,  na Itália e Espanha, respectivamente.

## Carreira
O início na prática desportiva deu-se no vôlei de quadra  e ingressou em 1984 no SSC Vellmar, posteriormente passou pelo TV Creglingen em 1991,  a partir de 1992 foi contratada pelo USC Münster, sagrando-se campeã da Challenge Cup (na época chamada de Copa CEV) em 1993-94, representou a seleção alemão e atingiu o número de 45 partidas internacionais.

No Campeonato Europeu de Voleibol de Praia de 1994 em Espinho esteve Beate Bühler a conquista da medalha de ouro e estiveram juntas no circuito mundial 1995-96 e alcançaram o décimo sétimo posto no Aberto de Hermosa Beach, o décimo terceiro no Aberto de Espinho, os nonos lugares nos Abertos de Pusan e Santos, ainda o sétimo posto no Aberto de Bali , o quinto lugar nos Abertos de Osaka e Rio de Janeiro, conquistaram o bronze na primeira medalha no Aberto de Brisbane e semifinalista nos Abertos de Carolina (Porto Rico).
Na temporada de 1996 continuou ao lado de Beate Bühler conquistaram o título do Challenge de Vasto e foram medalhistas de prata no Campeonato Europeu de Voleibol de Praia de 1996 em Pescara disputaram os Jogos Olímpicos de Verão de 1996 e terminaram na sétima posição, no circuito mundial terminaram na quarta posição na Série Mundial em Maceió, as nonas posições nas Séries Mundiais Hermosa e Recife, e foram vice-campeãs na Série Mundial de Ostende, depois esteve com Maike Friedrichsen e terminaram na quarta posição na Série Mundial de Espinho, terminaram na décima terceiro lugar no Grand Slam de Carolina (Porto Rico), nona posição na Série Mundial de Salvador e vice-campeãs na Série Mundial Jacarta.
No Campeonato Mundial de 1997, realizado em Los Angeles, estava compondo dupla com Maike Friedrichsen e terminaram na nona posição, e no circuito mundial, terminaram em nono lugar nos Abertos de Melbourne, Pescara e Salvador, obtiveram a quinta posição nos Abertos do Rio de Janeiro, Marselha e Espinho, e o vice-campeonato no Aberto de Osaka.
Na temporada de 1998, permaneceu ao lado Maike Friedrichsen, no circuito mundial, alcançaram o décimo terceiro lugar no Aberto de Salvador, no Aberto de Osaka, finalizaram em quinto lugar no Aberto de  Marselha e  Dalian, mesmo posto no Jogos da Boa Vontade de 1998 em Nova Iorque  e terminaram na quarta lugar no Aberto de Rio de Janeiro.

Na jornada esportiva de 1999, competiu ao lado de Maike Friedrichsen, e terminaram  na décima terceira colocação no Campeonato Europeu de Voleibol de Praia em Palma de Maiorca, e terminaram no sétimo posto no Campeonato Mundial de 1999 em Marselha, depois no circuito mundial, e alcançaram o décimo sétimo lugar no Aberto de  Espinho, nonas posições nos Abertos de Acapulco e Osaka, a quinta posição no Aberto de Toronto, e o décimo terceiro posto nos Abertos de Dalian e Salvador.
No ano de 2000, conquistou a medalha de prata com Jana Vollmer na edição no Campeonato Europeu de Voleibol de Praia nas cidades de Guecho e Bilbau, continuou com Maike Friedrichsen, e no circuito mundial, finalizou no vigésimo quinto no Aberto de Cagliari e no Grand Slam de Chicago, terminaram no décimo sétimo lugar nos Abertos de Vitória e  Gstaad, décima terceira colocação nos Abertos de Berlim, Marselha e Espinho, a sétima posição nos Abertos de Rosarito e Toronto, e alcançaram a nona posição nos Jogos Olímpicos de Verão de 2000 em Sydney.
No ano de 2001, ao lado de Maike Friedrichsen e finalizaram na décima terceira posição no Campeonato Europeu de Voleibol de Praia de 2001 em Jesolo e obtiveram na trigésima terceira posição no Campeonato Mundial de Klagenfurt. Em 2002, formou dupla com Susanne Lahme, finalizaram na quadragésima primeira do Aberto d Rodes, na trigésima sétima colocação no Grand Slam de Klagenfurt e o décimo sétimo posto no Aberto de Maiorca.
No ano de 2003, prosseguiu com Susanne Lahme e terminaram na décima sétima posição no Campeonato Mundial do Rio de Janeiro, já no circuito mundial, obtiveram a quinquagésima sétima posição no Aberto de Gstaad, também na trigésima terceira colocação no Aberto de Rodes e no Grand Slam de Berlim, obteve as nonas posições nos Abertos de Stavanger e Osaka , como também nos Grand Slams de Marselha, Klagenfurt e Los Angeles, a quinta posição no Aberto de Milão, sendo vice-campeãs no Aberto de Lianyungang.
Em 2004, terminou a nona posição ao lado de Susanne Lahme na edição do Campeonato Europeu de Voleibol de Praia de Timmendorfer Strand, no circuito mundial, terminaram na décima terceira  no Grand Slam de Klagenfurt, as nonas posições nos Aberto de Fortaleza e no Grand Slam de Marselha, o sétimo posto no Aberto de Rodes, a quinta colocação nos Abertos de Xangai e Osaka, ainda terminaram na quarta posição no Grand Slam de Berlim e o vice-campeonato no Aberto de Maiorca; juntas disputaram os Jogos Olímpicos de Verão de 2004 em Atenas, e finalizaram na nona posição.
Na temporada de 2005, esteve com Susanne Lahme, terminaram na décima terceira posição no Campeonato Mundial de Berlim, também juntas disputaram no circuito mundial, terminaram na décima sétima no Aberto de Xangai, décimo terceiro posto no Grand Slam de Stavanger, os nonos lugares nos Grand Slams de Paris e Klagenfurt e no Aberto de Montreal, sétimo lugar no Aberto de São Petersburgo, quinto posto no Aberto de Gstaad.

## Títulos e resultados
- Aberto de Maiorca do Circuito Mundial de Vôlei de Praia de 2004
- Aberto de Lianyungang do Circuito Mundial de Vôlei de Praia de 2003
- Aberto de Osaka do Circuito Mundial de Vôlei de Praia de 1997
- Série Mundial de Jacarta do Circuito Mundial de Vôlei de Praia de 1996
- Série Mundial de Ostende do Circuito Mundial de Vôlei de Praia de 1996
- Aberto de Brisbane do Circuito Mundial de Vôlei de Praia de 1995
- Grand Slam de Berlim do Circuito Mundial de Vôlei de Praia de 2004
- Aberto do Rio de Janeiro do Circuito Mundial de Vôlei de Praia de 1998
- Série Mundial de Espinho do Circuito Mundial de Vôlei de Praia de 1996
- Série Mundial de Maceió do Circuito Mundial de Vôlei de Praia de 1996
- Aberto de Carolina do Circuito Mundial de Vôlei de Praia de 1995